# Liste der portugiesischen Botschafter auf den Cookinseln
Die Liste der portugiesischen Botschafter auf den Cookinseln listet die Botschafter der Republik Portugal auf den Cookinseln auf. Die Staaten unterhalten seit dem 12. August 1995 direkte diplomatische Beziehungen.
Portugal richtete danach keine eigene Botschaft auf den Cookinseln ein, der portugiesische Botschafter in Australien ist auch für sie zuständig und doppelakkreditiert sich dazu in der dortigen Hauptstadt Avarua (Stand 2019).

## Missionschefs
| Name                              | Bild       | Amtszeit                          | Anmerkungen                       |
| Cookinseln                        | Cookinseln | Cookinseln                        | Cookinseln                        |
| --------------------------------- | ---------- | --------------------------------- | --------------------------------- |
| Zózimo Justo da Silva             |            | 12. August 1995 –31. Januar 2001  | Botschafter mit Amtssitz Canberra |
| José Ernest Henzler Vieira Branco |            | 12. Februar 2001 –26. Januar 2005 | Botschafter mit Amtssitz Canberra |
| António Augusto Jorge Mendes      |            | 15. Januar 2005 –25. April 2010   | Botschafter mit Amtssitz Canberra |
| Rui Quartin Santos                |            | 2. Mai 2010 – 2. Dezember 2012    | Botschafter mit Amtssitz Canberra |
| Paulo Jorge Sousa da Cunha Alves  |            | 14. Juni 2013 –7. August 2018     | Botschafter mit Amtssitz Canberra |
| Pedro da Vinha Rodrigues da Silva |            | seit 26. Oktober 2018             | Botschafter mit Amtssitz Canberra |